# Alan Aleksandrowicz
Alan Konrad Aleksandrowicz (ur. 4 sierpnia 1971 w Gdańsku) – polski menedżer i samorządowiec z wykształcenia prawnik.
W latach 1999–2003 wicekonsul w Konsulacie Generalnym RP w Chicago. W latach 2009–2019 i 2022–2024 prezes zarządu Gdańskiej Agencji Rozwoju Gospodarczego. W latach 2019–2022 zastępca prezydenta m. Gdańska ds. inwestycji.

## Życiorys

### Wykształcenie i praca zawodowa
W 1995 ukończył studia na Wydziale Prawa i Administracji Uniwersytetu Gdańskiego, w późniejszych latach ukończył studia podyplomowe w Centrum Integracji Europejskiej i na Wydziale Zarządzania UG. Jest współtwórcą oraz absolwentem Amerykańskiej Szkoły Prawa – wspólnej inicjatywy Wydziału Prawa i Administracji UG oraz IIT Chicago-Kent College of Law. W 1994 rozpoczął pracę w Sejmiku Samorządowym Województwa Pomorskiego w Ośrodku Doradztwa i Ekspertyz, który wspomagał samorządy w sprawach głównie związanych z procesami komunalizacji oraz rozwijaniem współpracy międzynarodowej. 

### Działalność publiczna
W latach 1999–2003 pracował w Konsulacie Generalnym RP w Chicago na stanowisku wicekonsula i kierownika działu prawnego. W latach 2003–2009 pracował w Urzędzie Miasta Gdańska, był naczelnikiem oraz zastępcą dyrektora Wydziału Polityki Gospodarczej, kierował w gdańskim urzędzie Centrum Obsługi Biznesu. Pracował na stanowisku wicedyrektora Wydziału Spraw Obywatelskich i Cudzoziemców Pomorskiego Urzędu Wojewódzkiego. W 2009 został powołany przez prezydenta miasta Gdańska Pawła Adamowicza na prezesa zarządu Gdańskiej Agencji Rozwoju Gospodarczego, która zajmuje się m.in. komercjalizacją oraz aktywizacją gospodarczą terenów inwestycyjnych, wsparciem inwestorów krajowych i zagranicznych, doradztwem głównie dla sektora publicznego oraz promocją gospodarczą Gdańska i Metropolii Gdańskiej.
15 kwietnia 2019 na konferencji prasowej w Gdańskim urzędzie ogłoszono nowy gabinet prezydent Aleksandry Dulkiewicz, którego członkiem został Alan Aleksandrowicz. 6 maja tego samego roku rozpoczął prace na stanowisku zastępcy prezydenta miasta Gdańska ds. inwestycji. Z powodu nowych obowiązków Alan Aleksandrowicz zrezygnował z funkcji prezesa zarządu Gdańskiej Agencji Rozwoju Gospodarczego. W listopadzie 2021 został prezesem Związku Miast i Gmin Morskich. W maju 2022 zakończył pełnienie funkcji wiceprezydenta Gdańska i powrócił na stanowisko prezesa zarządu Gdańskiej Agencji Rozwoju Gospodarczego.  W kwietniu 2024 został wybrany na stanowisko wiceprezesa zarządu operatora portu morskiego Gdańsk. W październiku tego samego roku zakończył pełnienie funkcji prezesa Związku Miast i Gmin Morskich.
Jest przewodniczącym rady nadzorczej spółki Gdańska Infrastruktura Wodociągowo-Kanalizacyjna Sp. z o.o. oraz Gdańskiej Rady Przedsiębiorczości przy Prezydencie Miasta Gdańska. Należy do rady programowej Hevelianum. Był także przewodniczącym i członkiem rad nadzorczych spółek Gdańskie Autobusy i Tramwaje Sp. z o.o., Gdańskie Usługi Komunalne Sp. z o.o., Pomorska Specjalna Strefa Ekonomiczna Sp. z o.o., WSK „PZL-Świdnik” SA oraz członkiem władz wielu stowarzyszeń i fundacji.